# Chartuzac
Chartuzac is een gemeente in het Franse departement Charente-Maritime (regio Nouvelle-Aquitaine) en telt 161 inwoners (2005). De plaats maakt deel uit van het arrondissement Jonzac.

## Geografie
De oppervlakte van Chartuzac bedraagt 2,4 km², de bevolkingsdichtheid is 67,1 inwoners per km².
De onderstaande kaart toont de ligging van Chartuzac met de belangrijkste infrastructuur en aangrenzende gemeenten.

## Demografie
Onderstaande figuur toont het verloop van het inwonertal (bron: INSEE-tellingen).